# VG (agent innervant)
Pour les articles homonymes, voir VG.
Le VG, ou amiton (tetram en Russie), est un agent innervant de la série V précurseur du VX. C'est un ester de l'acide thiophosphorique qui se présente sous la forme d'un liquide incolore commercialisé dans les années 1950 comme insecticide et acaricide sous le nom d'amiton par la société ICI. C'est le tout premier composé de ce type dont la dangerosité pour les mammifères — et donc le potentiel militaire — a été publié, au milieu des années 1950.
Il présente une toxicité élevée, mais d'environ 10 % de celle du VX, équivalente à celle du sarin. 
Considéré comme trop dangereux pour être utilisé comme produit phytosanitaire, il n'est classifié qu'au tableau 2 de la Convention sur l'interdiction des armes chimiques, et non au tableau 1, plus restrictif. Il fait partie de la liste EPA des substances extrêmement dangereuses.
Il agit comme anticholinestérase, c'est-à-dire comme inhibiteur de l'acétylcholinestérase.